# Lokomotivní depo Wolsztyn

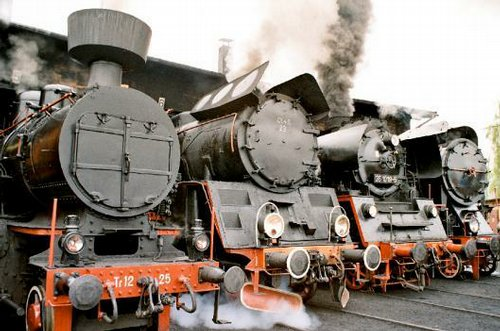
Přehlídka parních lokomotiv ve Wolsztyně

Depo Wolsztyn  je jediným lokomotivním depem v Evropě,[zdroj?] kde jsou dosud do běžného provozu nasazovány parní lokomotivy. Leží v obci Wolsztyn asi 80 km jihozápadně od Poznaně. Depo je k dispozici pro turisty po celý rok. Každý rok koncem dubna a začátkem května se zde koná „Přehlídka parních lokomotiv“, které se často účastní také lokomotivy z České republiky, konkrétně lokomotivní depo Hradec Králové se svým tehdy provozním exponátem, parní lokomotivou 464.008 „Bulík“.

## Popis
V současné době[kdy?] je v depu asi 30 kusů vozidel, např. lokomotiv řad Tr5, Ok22, Ok1, Ol49 a Pt47. Nejcennějším exponátem je lokomotiva „Krásná Helena“ (řada Pm36) vyrobená v roce 1937 ve Fabloku (Chrzanów), která může dosáhnout rychlosti až 130 km/h. Parní lokomotivy jsou v pracovní dny nasazovány na osobních vlacích směrem na Lešno, o víkendu na relaci Wolsztyn-Poznaň, které jsou v letní sezóně doplňovány příležitostnými retro vlaky.

## Historie
Rotunda depa byla postavena v roce 1907, v roce 1909 byla rozšířena o 4 stání pro dlouhé lokomotivy. V takové podobě se depo zachovalo do dnešních dnů.
Původní průměr točny byl 16,08 m, ale po druhé světové válce byla točna rozšířena na 20 m pro možnost otáčení delších parních lokomotiv. V červenci 2002 pak byla prodloužena o dalších 0,5 m tak, aby umožňovala otočení lokomotivy Pm36-2. Tyto rozměry však nestačí pro parní lokomotivy Pt47, které tak někdy jezdí kabinou napřed ve směru jízdy.
Vlastníkem depa je PKP Cargo. V současné době[kdy?] se plánuje vytvoření společnosti „Lokomotivní depo Wolsztyn“. V roce 2002 Polská pošta vydala sérii čtyř pamětních poštovních známek aktivních lokomotiv depa Wolsztyn.

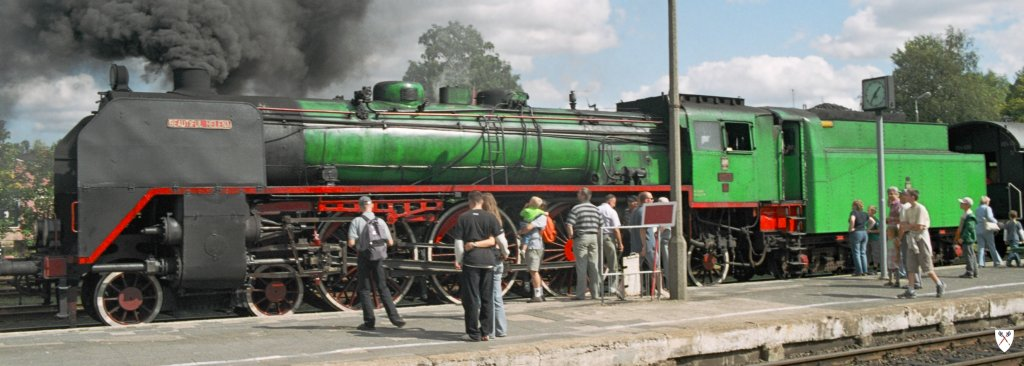
Lokomotiva Pm36-2